# Nicène Kossentini
Nicène Kossentini, född 1976 i Tunisien, är en tunisisk videokonstnär. 
Hon utbildade sig vid Institut supérieure des beaux-arts i Tunis, L’université Marc Bloch i Strasbourg samt Sorbonne i Paris samt har en examen i experimentell film från Tunis universitet. 2012 var hon gästande konstnär inom ARIA (Artist Residency in Algiers) i Alger.
Återkommande teman i Kossentinis konstnärskap är historia, kulturarv och språk.

## Utställningar

### Egna utställningar
- Paraître,  Galeria Sabrina Amrani, Madrid (2012)
- Boujmal, Selma Feriani Gallery, London (2011)
- They abused her by saying..., La boîte Espace d'art contemporain, Tunis (2010)

### Kollektiva utställningar (urval)
- Portraits. Selma Feriani Gallery, London (2013)
- 25 years of Arab Creativity, Nationalmuseet i Bahrein Manama (2013)
- Still fighting ignorance & intellectual perfidy Kunsthalle São Paulo, São Paulo.(2013)
- The After Revolution The FIAF Gallery, New York (2013)
- Videoformes Festival d’Art Video, Clermont-Ferrand (2013)
- Rosige Zukunft ifa-Galerie, Berlin (2012)
- Still fighting ignorance & intellectual perfidy AIVA, Angelholm International Video Art Festival, Ängelholm (2012)
- Artdubai, Selma Feriani Gallery, Madinat Jumeirah, Dubai (2012)
- Dégagements la Tunisie un an après Institut du Monde Arabe, Paris (2012)
- Magreb dos orillas Circulo de Bellas Artes, Madrid (2011)
- Images Affranchies Marrakech Art Fair, Marrakech (2011)
- Traversée Palais des Archevêques, Narbonne (2011)
- No Sky, No Earth. Snow falls ceaselessly Dar Mima, Tunis (2011)
- Dialogue UE among Civilizations Durban Gallery, Durban (2010)
- Aftermath the 25th Alexandria Biennale for Mediterranean countries, Alexandria (2009)
- 2e biennal de l’art contemporain de Thessaloniki Thessaloniki (2009)
- Looking inside out, Africa in Oslo, Kunstnerernes Hus, Oslo (2009)
- Reorientations L’art contemporain arabe, Bryssel (2008)
- Video Art Liteside Festival, Amsterdam.(2008)
- Without Borders Hispano/Maghreb Artistic Convergences, 30e Pontevedra Art, Pontevedra.(2008)
- Mirage: 5e biennale méditerranéenne d’art contemporain Tunis 2e Rencontres internationales de la photo de Fès.(2008)
- L’art au féminin Musée d’art contemporain d’Alger, Alger.(2008)
- The City and Beyond: Les 7e Rencontres africaines de la photographie, Bamako (2007)
- Women of images– private space Palais Kheireddine Musée de la ville de Tunis (2007)
- The revealed image: orientalisme / art contemporain Palais Kheireddine Musée de la ville de Tunis (2006)